# Mirochernes dentatus
Genre
Espèce
Synonymes
- Chelanops dentatus Banks, 1895

Mirochernes dentatus, unique représentant du genre Mirochernes, est une espèce de pseudoscorpions de la famille des Chernetidae.

## Distribution
Cette espèce est endémique des États-Unis. Elle se rencontre en Floride, en Arkansas, en Oklahoma, en Caroline du Nord, en Virginie, en Illinois, au Michigan, en Indiana et au Connecticut.

## Description
L'holotype mesure 2 mm.

## Publications originales
- Banks, 1895 : Notes on the Pseudoscorpionida. Journal of the New York Entomological Society, vol. 3, p. 1-13 (texte intégral).
- Beier, 1930 : Die Pseudoskorpione des Wiener Naturhistorischen Museums. III. Annalen des Naturhistorischen Museums in Wien, vol. 44, p. 199-222.